# Домейко Ігнатій Іполітович
Ігнатій Іполітович Домейко (біл. Ігнат Дамейка, лит. Ignas Domeika, пол. Ignacy Domeyko; 31 липня 1802 — 23 січня 1889) — польський геолог, мінералог, географ і етнолог, довголітній ректор Чилійського університету і член багатьох наукових товариств, один з найвідоміших вихованців Віленського університету, національний герой Чилі. Уродженець Білорусі, незадовго до його народження включеної до складу Російської імперії, який засвоїв культурні та політичні традиції Великого князівства Литовського, займає важливе місце в історії науки та культури Білорусі, Литви, Польщі та Чилі.

## Ранні роки
Народився у маєтку Медведка (Мядзьведка, Недзвядка) Новогрудського повіту Мінської губернії (нині Кореличський район). З 1812 році разом із старшим братом Адамом навчався у піарській школі в Щучині, підпорядкованій Віленському університету. Гувернером братів був Онуфри Петрашкевич. Закінчивши школу в 1816 році, Ігнатій Домейко вступив до відділення фізики та математики Віленського університету. Чотирнадцятирічний Домейко був одним з наймолодших студентів університету. У червні 1817 отримав ступінь кандидата філософії. Навчання закінчив у першій половині 1820 р. Пізніше, у 1822 р., відвідував лекції астронома Петра Славінського, у 1823 році слухав лекції філософа Глуховського та історика Іоахима Лелевеля. У червні 1822 році йому було присуджено ступінь магістра філософії.
1820 року став членом таємної студентської організації філоматів. Брав участь у діяльності дочірніх організацій філоматів — товариствах філадельфістів, осяйних та інших, завідував бібліотекою філоматів. Був заарештований у листопаді 1823 року. Разом з більшістю арештованих філоматів був ув'язнений у василіянському монастирі Святої Трійці. Завдяки зусиллям родичів у січні чи лютому 1824 Ігнатія Домейко було звільнено. Вирок суду, закріплений імператором 14 серпня та проголошений 6 вересня 1824, був, порівняно з вироками, наприклад, щодо Томаша Зана чи Яна Чечота, м'яким. Судове рішення наказувало жити під наглядом поліції в сімейному маєтку без права будь-куди виїжджати та займати державні посади.
Шість років Домейко провів у маєтках свого дядька, спочатку в Жибартовщизні, потім в Запол'ї. Переклав на польську мову пісні Оссіана та Коран (разом із священиком Діонізом Хлевинським). Займався господарством — впроваджував сільськогосподарські новинки, споруджував млини, ґуральні, тартаки. Але життя поміщика його не приваблювало.
У 1829 році поліцейський нагляд зняли. Це дозволило брати участь у легальній громадській діяльності. У 1830 році його обрали до гродненського сеймику.

## Повстання та еміграція
У тому ж 1830 році Домейко вперше виїхав з Литви. Відвідав Варшаву, де зустрівся з Іоахимом Лелевелем. Коли він повернувся на батьківщину, почалося повстання 1830 року. Домейко брав у ньому участь, воював у підрозділах Д. А. Хлоповського, деякий час разом з Емілією Плятер та її двоюрідними братами Ц. та В. Плятерами. Після програної битви під Шавлами влітку 1831 разом з іншими повстанцями відступив до Пруссії, де був інтернований.
Наприкінці року отримав дозвіл на виїзд і на початку 1832 року виїхав до Дрездена. У Дрездені знову зблизився з Адамом Міцкевичем, спілкувався з Антонієм Едвардом Одинцем. Їздив до Саксонії, Швейцарії, відвідав Фрайберг, де ознайомився з Гірничою академією.

## Франція
У серпні 1832 разом із Міцкевичем та іншими емігрантами прибув до Парижа. Брав участь у діяльності різних емігрантських об'єднань. Допомагав Міцкевичу переписувати епічну поему «Пан Тадеуш» (Домейко був прототипом економа Жеготи, одного з героїв поеми). Відвідував лекції в Сорбонні та у Французькій колегії, працював у Ботанічному саду, брав участь у геологічних екскурсіях.
1834 року вступив до Гірничої школи Парижа. Склав географічну, геологічну та економічну мапу колишніх земель Речі Посполитої та написав до неї розгорнуті коментарі (мапа та коментарі не були опубліковані; матеріали використані в інших виданнях). У 1837 р. отримав диплом гірничого інженера. Того ж року прийняв запрошення гірничої школи Ла Серена в Кокімбо на півдні Чилі.

## Чилі

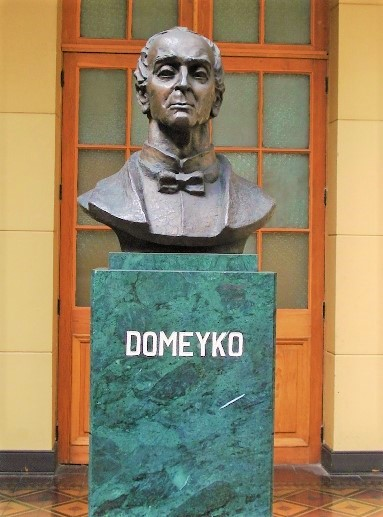
Бюст Домейко в Чилійському університеті

До 1846 року викладав у гірничій школі Ла Серена (Кокімбо; зараз університет в цьому місті носить його ім'я). Проводив різноманітні досліди, комплектував мінералогічні колекції, заснував фізичну лабораторію, наукову бібліотеку, зоологічну колекцію. По методиці, розробленій Домейко, знання закріплювалися практичними заняттями хімією, фізикою, геологією. У 1845 році опублікував книгу іспанською мовою з описом побуту, культури, мови індіанців арауканів, яка була перекладена на кілька мов.
Після закінчення строку контракту оселився в Сантьяго-де-Чилі. У грудні 1848 отримав чилійське громадянство, влітку 1850 р. одружився з чилійкою. У 1852 році був призначений керівником делегатури у справах вищої школи і з того часу енергійно займався організацією освіти та наукових закладів у Чилі. У 1867 році був обраний ректором Чилійського університету (ісп. Universidad de Chile) та чотири рази переобирався, залишаючись на цій посаді 16 років. У заснованій по його ініціативі Гірничій школі були підготовлені чилійські національні кадри викладачів гірничої справи, геологів, мінералогів.
Організував метеорологічну службу в Сантьяго-де-Чилі. Продовжував займатися мінералогічними дослідженнями, вивчав знайдений в пустелі Атакамі метеорит, досліджував аборигенів Південної Америки. Наукові праці (близько 100) писав переважно французькою та іспанською мовами. У декількох виданнях вийшов його підручник і разом з ним наукова праця Elementos de mineralojia (1854, 1860, 1879 рік), з декількома додатками. Підтримував зв'язки з батьківщиною, посилаючи до університетів Варшави та Кракова свої праці та інші видання, що публікувалися в Чилі, піклувався про створення в Кракові мінералогічного музею. Став членом багатьох європейських наукових товариств.

## Пізні роки

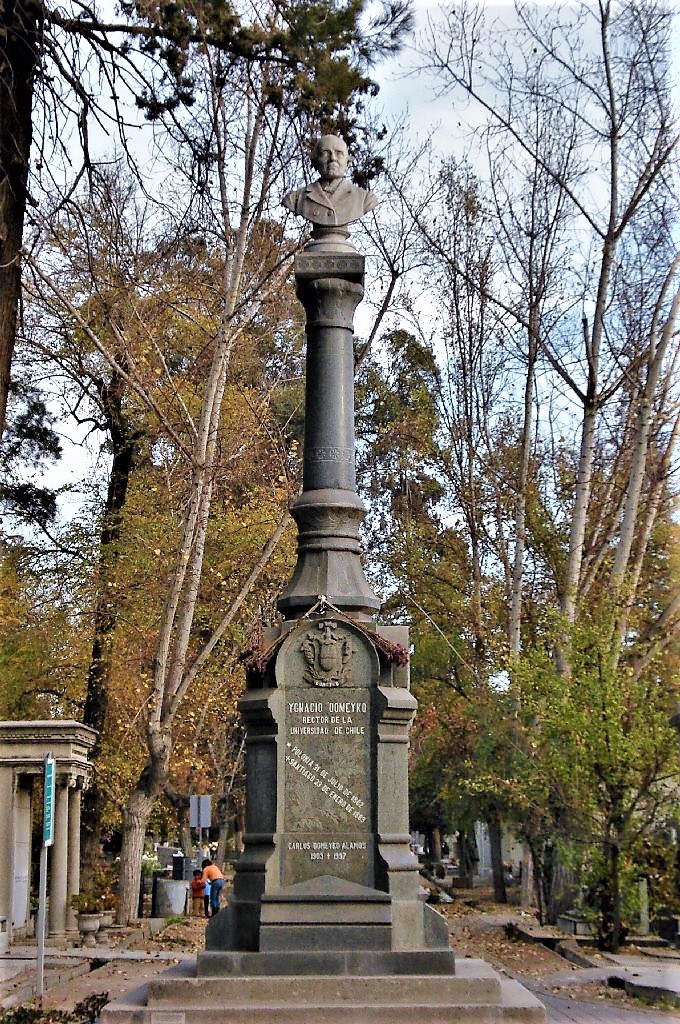
Могила Домейко в Сантьяго-де-Чилі

Влітку 1884 р. разом з синами прибув до Бордо. У Парижі зустрівся з друзями юності Владиславом Ласковичем та Юзефом Богданом Залеським, відвідав родину Владислава Міцкевича, сина знаменитого поета. У Кракові був з ентузіазмом прийнятий науковою громадськістю. У Варшаві зустрічався з Одинцем, побував у Вільно, на батьківщині в Недзвядці, в Мирі та Новогрудку.
Восени повернувся до Парижу. У 1885 р. побував у Римі (мав аудієнцію у Папи Римського Лева XIII) та в Неаполі, потім знову відвідав Краків, звідки з Петром Семененко вирушив у прочанську мандрівку до Святої землі. Повернувшись до Парижу, незабаром знову вирушив на батьківщину і провів там більше двох років, іноді ненадовго від'їжджаючи.
У квітні 1887 краківський Ягеллонський університет присвоїв Домейко ступінь почесного доктора медицини. Влітку 1888 р. Домейко виїхав до Чилі. У дорозі тяжко захворів. Помер в Сантьяго-де-Чилі 23 січня 1889 р. Був похований коштом чилійського уряду; день похорону було проголошено днем національної жалоби.
Чилійська громадська діячка Ана Домейко (1902–2007) була онукою Ігнаци, а чилійсько-американська кінорежисер та журналіст Сесілія — його правнучка.

## Увічнення
Ім'ям Домейко названа мала планета, відкрита чилійським астрономом Карло Торресом у 1975 році астероїд головного поясу — 2784 Домейко, мінерал домейкіт, знайдений самим Домейко у 1844 р. в Чилі, амоніт (лат. Amonites domeykanus), виведений у Варшаві сорт азалії, родина рослин Domeykiaceae та декілька її представників, кактус (лат. Maihueniopsis domeykoensis), фіалка (лат. Viola domeykiana), головоногий молюск, невелике місто в Чилі, вулиці в Сантьяго-де-Чилі, Вальпараїсо та ще у восьми містах Чилі, а також у Вільнюсі, гірський хребет в Андах (ісп. Cordillera Domeyko), польська бібліотека в Буенос-Айресі (Biblioteca Polaca Ignacio Domeyko), декілька ліцеїв, інших навчальних та наукових закладів у Чилі, музей у Крупові (Білорусь) тощо. На його честь випускали поштові марки в Польщі, Литві, Чилі.
2002 р. у зв'язку з 200-річчям народження Домейко був оголошений ЮНЕСКО Роком Ігнатія Домейко. Ювілейні заходи під патронажем президента Польщі Александра Кваснєвського та президента Чилі Рікардо Лаґоса пройшли в Чилі, а також в Білорусі та Литві. У вересні 2002 р. було відкрито меморіальну таблицю з його барельєфом (скульптор Валдас Бубялявічюс, архітектор Йонас Анушкявічюс).
Нащадки Ігната Домейка, у тому числі його правнучка Пас Домейко, її дочка Пауліна та онуки Джеймс і Нік, а також Сесілія та Мігель Домейко, відвідували малу батьківщину свого знаменитого предка.
У 2017 році повідомлялося про підготовку процесу беатифікації Ігната Домейка в архієпархії Сантьяго-де-Чилі.